# S'Amorra amorra
La Regata de Llaguts s'Amorra Amorra és una regata que té lloc anualment al municipi de Lloret de Mar amb motiu de la Festa Major de Santa Cristina. Segons l'historiador Josep Galceran es té constància de la regata des del segle xix.

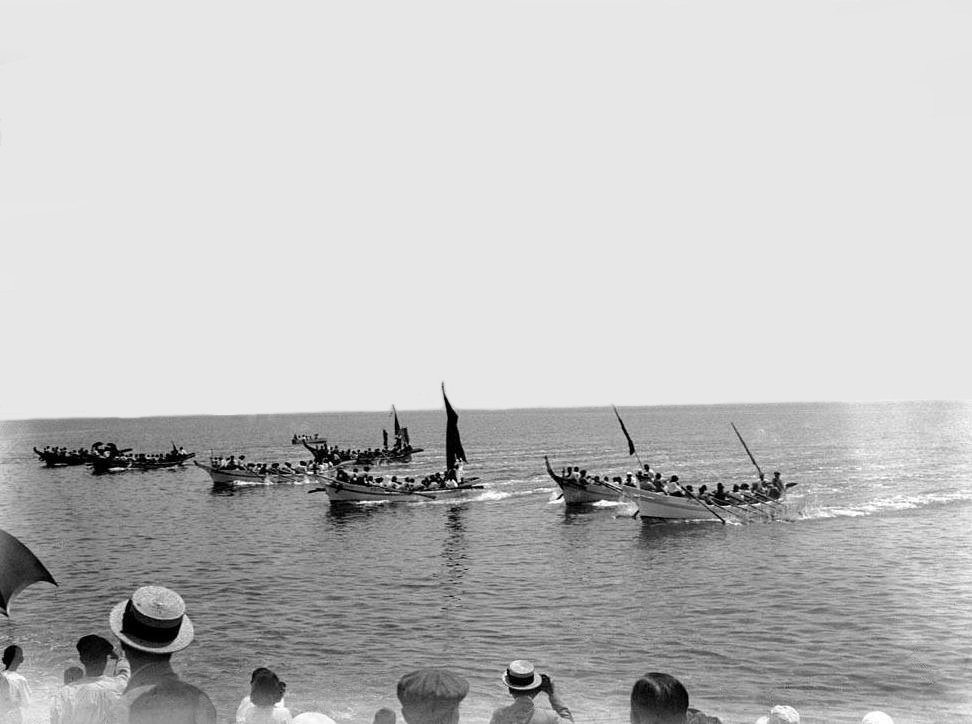
Festa de S'amorra amorra als anys vint